# Letermovir
Il Letermovir, nome commerciale Prevymis, è un profarmaco utilizzato per la profilassi in pazienti adulti sottoposti a trapianto e a rischio di infezione e malattia da citomegalovirus (CMV).
È stato approvato per contrastare la riattivazione del CMV, in pazienti CMV positivi sottoposti a trapianto di cellule staminali allogeniche e può anche essere utile per altri pazienti con un sistema immunitario compromesso come quelli con trapianti di organi o infezioni da HIV. Il farmaco è stato sviluppato da Merck & Co.
Il farmaco ha ricevuto l'approvazione dalla Food and Drug Administration l'8 novembre 2017 per l'uso nella profilassi dell'infezione da citomegalovirus. Si tratta del primo della sua classe di anti-infettivi per il CMV chiamati inibitori del complesso terminasi del DNA.
Il letermovir ha ottenuto sia lo status di farmaco prioritario sia quello di farmaco orfano dalla Food and Drug Administration, ed è attualmente approvato e commercializzato sotto il nome Prevymis.

## Farmacologia

### Indicazione d'uso
È indicato per la profilassi contro l'infezione e la malattia da citomegalovirus negli adulti che ricevono un trapianto di cellule staminali ematopoietiche da donatore allogenico e sono citomegalovirus-sieropositivi. È anche indicato per la profilassi contro la malattia da malattia da citomegalovirus nei destinatari adulti di trapianto renale che sono a rischio.

### Farmacodinamica
Letermovir inibisce l'attività del complesso terminasi del DNA del CMV, prevenendo così il taglio del DNA virale in genomi di lunghezza matura per l'incapsulamento nelle particelle virali. Letermovir inibisce il complesso terminasi del DNA con un EC50 di 2,1 nM.

### Meccanismo d'azione
Il CMV si basa su un complesso terminasi del DNA composto da diverse subunità (pUL51, pUL56 e pUL89) per il processo del DNA virale. Il DNA virale viene prodotto in una singola catena ripetuta che viene quindi tagliata dal complesso terminasi del DNA in genomi virali individuali che possono essere incapsulati in particelle virali mature. Letermovir inibisce l'attività di questo complesso per prevenire la produzione di genomi virali maturi e la formazione di particelle virali vitali. Attualmente, non si conosce esattamente la natura del legame di Letermovir a questo complesso. Inizialmente, l'osservazione di mutazioni causanti resistenza in pUL56 suggeriva che questa subunità fosse il sito di legame di Letermovir. Tuttavia, sono state osservate mutazioni di resistenza anche in pUL51, pUL56 e pUL89. È possibile che cambiamenti nella sequenza degli amminoacidi in una subunità possano comportare cambiamenti conformazionali nelle subunità interagenti che influenzano il legame di Letermovir, oppure che Letermovir interagisca con diverse subunità del complesso, ma finora non sono state osservate evidenze a supporto di queste distinzioni. Si sa che pUL89 contiene l'attività endonucleasica del complesso, ma poiché tutti i membri del complesso sono necessari per il targeting e la protezione dalla degradazione proteasomale, è difficile discernere se Letermovir inibisce direttamente l'attività di pUL89.

### Assorbimento
Letermovir ha una biodisponibilità del 94% in soggetti sani quando somministrato senza ciclosporina, del 35% nei riceventi un trapianto di cellule staminali ematopoietiche (HSCT) quando somministrato senza ciclosporina e dell'85% nei riceventi un HSCT quando somministrato con ciclosporina. Il tempo per raggiungere la concentrazione plasmatica massima (Tmax) di Letermovir è compreso tra 45 minuti e 2,25 ore. Il tempo per raggiungere lo stato stazionario è stato osservato essere di 9-10 giorni. Assumere Letermovir con il cibo aumenta il Cmax in media del 129,82% (con una variazione tra il 104,35% e il 161,50%). Non è stata osservata alcuna significativa variazione dell'area sotto la curva (AUC).

#### Volume di distribuzione
Il volume di distribuzione medio allo stato stazionario è di 45,5 litri.

#### Legame alle proteine
È stato osservato essere legato al 99% alle proteine plasmatiche a concentrazioni comprese tra 0,2 e 50 mg/L in vitro.

### Metabolismo
Il farmaco subisce un lieve grado di metabolismo attraverso gli enzimi UGT1A1/1A3.

#### Via di eliminazione
Il farmaco viene catturato dal fegato tramite trasportatori OATP1B1/3. Il 93% è escreto nelle feci, con il 70% come farmaco madre e meno del 2% viene escreto nelle urine.

#### Emivita
La media emivita terminale osservata è di 12 ore dopo l'assunzione di 480 mg di letermovir per via intravenosa una volta al giorno.

#### Clearance
La media della clearance è di 11,25 L/h in soggetti sani.

### Tossicità
Non esistono dati sull'uso sicuro di Letermovir nelle donne in gravidanza. Sono state osservate tossicità embrio-fetale e malformazioni nei ratti a esposizioni 11 volte superiori all'esposizione umana con la dose umana raccomandata (RHD) di Letermovir. Non è stata osservata alcuna tossicità simile nei ratti a esposizioni 3 volte superiori all'esposizione umana con la RHD o nei conigli a valori inferiori all'esposizione umana con la RHD. La perdita totale della nidiata è stata osservata nel 21,7% dei ratti femmine a 2 volte l'esposizione umana con la RHD, ma ciò non è avvenuto a valori simili all'esposizione umana con la RHD.
Non sono disponibili dati umani riguardanti l'allattamento al seno. È stato osservato Letermovir nel latte delle ratti che allattavano e nel sangue dei loro cuccioli.
Non sono disponibili dati riguardanti l'effetto di Letermovir sulla fertilità umana. È stata osservata tossicità testicolare che ha portato a una riduzione della fertilità nei ratti maschi.
Non esiste un antidoto per un sovradosaggio di Letermovir. L'efficacia della dialisi nel depurare il plasma di Letermovir è sconosciuta.